# Sergio Bravo
Sergio Bravo Martínez (27 de novembro de 1927) é um ex-futebolista mexicano que atuava como defensor.

## Carreira
Sergio Bravo fez parte do elenco da Seleção Mexicana de Futebol, na Copa do Mundo de  1954.